# The Politics of Heroin in Southeast Asia
The Politics of Heroin in Southeast Asia é um livro de não-ficção sobre tráfico de heroína, especificamente no Sudeste Asiático, desde a Segunda Guerra Mundial até a Guerra do Vietnã.
Foi o produto de 18 meses de pesquisa e pelo menos uma viagem para o Laos por Alfred W. McCoy, seu principal autor, que o escreveu enquanto se formava na Universidade de Yale. Foi publicado em 1972
Sua parte mais reveladora foi a documentação de cumplicidade e ajuda da CIA no comércio de heroína/ópio no sudoeste asiático; enquanto sua tese foi inicialmente controversa, foi amplamente aceita. A CIA demandou que a Harper & Row (os editores do livro) dessem os rascunhos para que pudessem criticar e tomar qualquer ação legal que achassem necessária antes da publicação. Harper & Row perceberam que o criticismo da CIA era extremamente fraco, e não apenas publicou o livro, mas publicou com duas semanas antes da data de lançamento.
Uma versão expandida foi publicada em 2003, chamado intencionalmente de The Politics of Heroin: CIA Complicity in the Global Drug Trade ("A Política da Heroína: Cumplicidade da CIA no Mercado de drogas Global") (ISBN 1-55652-483-8).